# Berlin-Südende

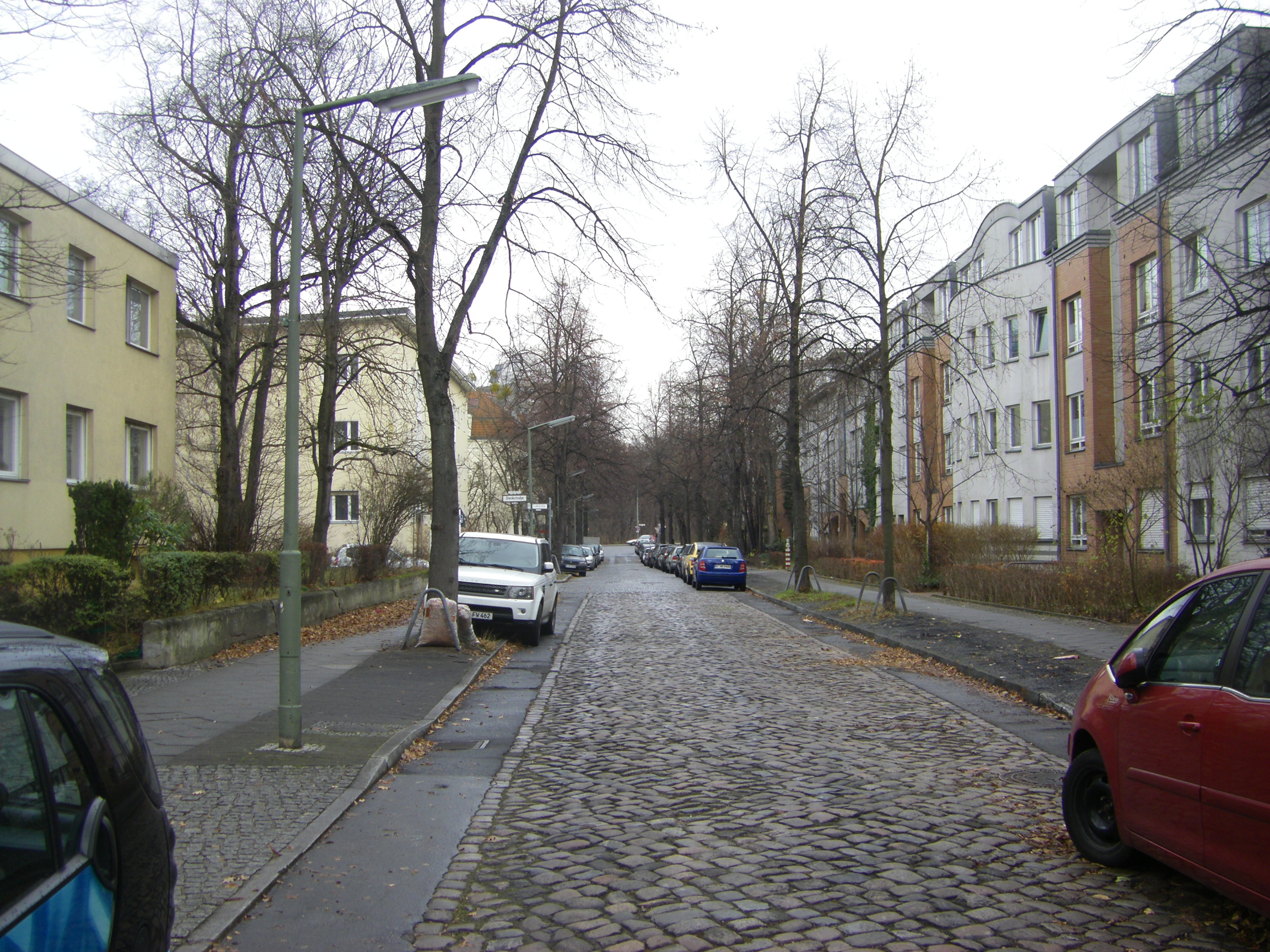
straat in Südende

Südende is een wijk in het Berlijnse stadsdeel Steglitz in het district Steglitz-Zehlendorf.
De "Villen- en Landhauskolonie Südende" werd in 1872 opgericht en ontstond in 1873 na de oprichting van de gelijknamige vennootschap die het voormalige landbouwgebied opdeelde in 437 percelen en voor woningbouw. Tot 1872 was het enige gebouw nog het "Jagdschloss Douglas".
Südende was vroeger een deel van Mariendorf (Kreis Teltow) aan de stadsgrenzen van Berlijn. Bij de oprichting van Groot-Berlijn in 1920 werd Südende een deel van het 12e Berlijnse district Steglitz. In 1960 werd Südende als zelfstandig stadsdeel opgeheven en werd het ingelijfd bij het stadsdeel Steglitz. Sinds 2001 maakt Südende deel uit van het 6de Berlijnse kiesdistrict Steglitz-Zehlendorf.
Südende had zwaar te lijden van de Tweede Wereldoorlog; na de oorlog was ongeveer 80% van de buurt verwoest. Vanaf het einde van de jaren 1950 werd de buurt heropgebouwd en deze heropbouw is nog steeds bezig. 
Een van de weinige bewaarde voorbeelden van de oorspronkelijke bebouwing is de laat-klassieke villa van de bankier Eduard Mamroth uit 1872/1873, Grabertstraße 4, die van 1963 tot 2005 en sinds 2008 de muziekschool van Steglitz-Zehlendorf herbergde.
Naast Südende zijn er in Berlijn ook plaatsen als Nordend in Niederschönhausen en Westend een stadsdeel van het district Charlottenburg-Wilmersdorf.

## Bekende bewoners
- de luchtvaartpionier Günther Freiherr von Hünefeld
- de revolutionaire Rosa Luxemburg
- de componist Arnold Schönberg
- de schilders George Grosz en Wassily Kandinsky
- de theoloog en schrijver Jochen Klepper
- de verzetsstrijder Adolf Reichwein
- de architecten Otto Rudolf Salvisberg en Alfred Grenander
- de tekenaar Walter Trier
- de regisseur Manfred Durniok
- de nazileiders Reinhard Heydrich, Eberhard Wolfgang Möller
- Stauffenberg
- de acteurs Rolf Zacher, Anita Kupsch, Jan Josef Liefers en Anna Loos.

Otto Lilienthal deed hier zijn eerste proefvlucht.

## Bevolkingsontwikkeling
In 1876 waren er 35 huishoudens in Südende. De ligging aan de poelen was idyllisch, zodat er in 1900 al 1.300, in 1912 3.350, in 1920 3.700, in 1925 al meer dan 4.200, in 1932 4.500 en in 1933 5.000 personen woonden. In 1945 had Südende nog 2.000 inwoners  en in 1962 was het inwonersaantal gestegen tot 7.000. Thans telt Südende ongeveer 6.500 inwoners.